# Ждаха Амвросій Андрійович
Амвросій Андрійович Ждаха (6 грудня 1855, Очаків — 8 вересня 1927, Одеса) — український ілюстратор і художник. Першим з українських графіків розпочав працю над комплексним оформленням «Кобзаря» Тараса Шевченка.

## Біографія
Батько, Андрій Ждаха, походив із задунайських запорожців, мати, Уляна Смаглій, родом з села Лелеківка, що на Київщині. Згодом родина Ждахів переселилася до Очакова, а потім до Одеси, яка стала рідним містом майбутнього художника. Малювати Амвросій Ждаха почав з шести років. У 1871 році закінчив Одеське повітове училище. Паралельно відвідував недільні безкоштовні класи Одеського Товариства красних мистецтв. Ще одна з незвичайних сторінок біографи Амвросія Ждахи — навчання в Єлизаветградському юнкерському кавалерійському училищі, до якого поступив у 1873 році, але військова кар'єра так і не стала його долею. У 1880 році Амвросій Ждаха планує поступати до Петербурзької академії мистецтв, для чого складає екстерном іспити за гімназичний курс. Але роком пізніше поступає до Школи малювання і креслення Одеського Товариства красних мистецтв. У 1887 році Амвросій Ждаха влаштувався креслярем до Земського банку Херсонської губернії і пропрацював на цій посаді 32 роки.
Значний вплив на формування Амвросія Ждахи як українського художника мали Стара Одеська громада, Братерство тарасівців, український театр. Він був в активних творчих стосунках з Михайлом Комаровим, Петром Ніщинським, Віталієм Боровиком, Євгеном Чикаленком, Марком Кропивницьким та іншими українськими діячами. У 1883—1885 роках Амвросій Ждаха виконує для трупи М. Кропивницького та Михайла Старицького ескізи українських історичних костюмів та народного одягу. У 1890 році бере участь у першій виставці Товариства південноросійських художників.
З початку 1890-х років Амвросія Ждаху активно приваблює історико-етнографічна тематика, яка і стає головним напрямком його творчості. Свою титанічну працю над ілюстраціями до українських народних пісень, що почалася з замовлення Миколи Лисенка, він започаткував у 1893 році. Амвросій Ждаха перший з українських графіків розпочав працю над комплексним оформленням «Кобзаря» Т. Г. Шевченка.
Плідно співпрацював Амвросій Ждаха з одеським архітектором Аркадієм Тодоровим, художником Менціоле, для яких робив не лише креслення, але й акварелі іконостасів, ікон для храмів Херсонесу, Новочеркаська, Батума. Одеському видавцю М. Піковському він намалював портрет Олександра Пушкіна і пушкінський похвальний лист. Для відомого в Одесі видавця Юхима Фесенка виконував акварельні види багатьох, монастирів, малюнки зі Святої історії, обкладинки книжок.
У творчому доробку Амвросія Ждахи робота над ілюструванням Нового Заповіту, «Іліади» та «Одіссеї» Гомера, «Слова про Ігорів похід», творів Пантелеймона Куліша, Михайла Комарова та Івана Липи, легенд Всеволода Гаршина, що переклав його зять Віталія Боровик.
Амвросій Ждаха є також автором видавничих знаків одеських видавництв «Матезіс», «Дніпро», «Народний стяг» та київського видавництва «Час», яке у 1911—1914 роках видало 28 кольорових листівок з репродукціями ілюстрацій до українських народних пісень та повісті «При битій дорозі» Равіти-Гавронського.
У 1911 році він брав участь у першій виставці українських художників у Києві. У добу українських національно-визвольних змагань 1917—1921 років брав участь у мистецькому конкурсі Експедиції заготовок державних паперів. У 1920-х роках викладав в Одеській торгівельно-промисловій школі та Політехнікумі мистецтв. Був членом Одеського Товариства художників імені Костанді.
Помер 8 вересня 1927 року. Похований на 2-му Християнському цвинтарі.

## Творчість
Серія поштових листівок на теми українських народних пісень

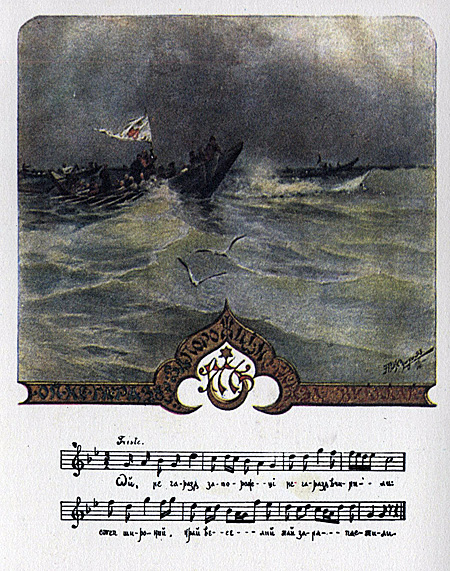
Ой, не гаразд запорожці
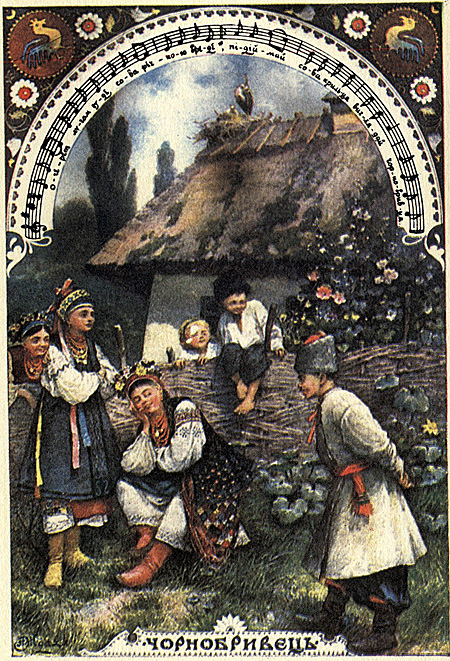
Чорнобривець
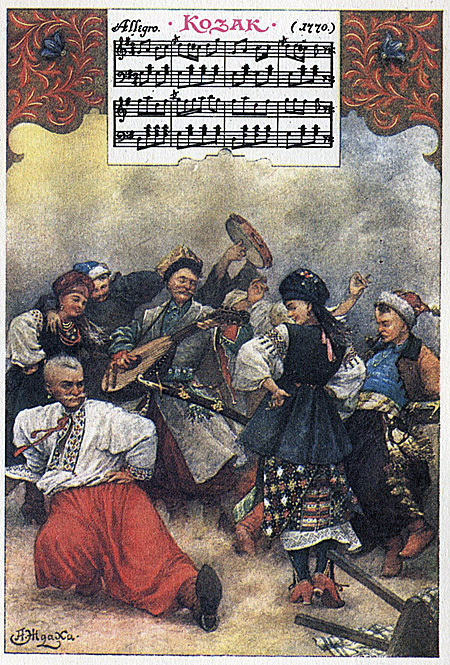
Козак
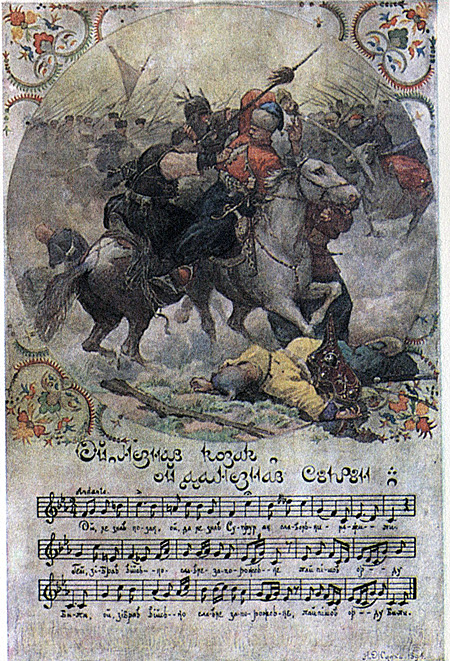
border
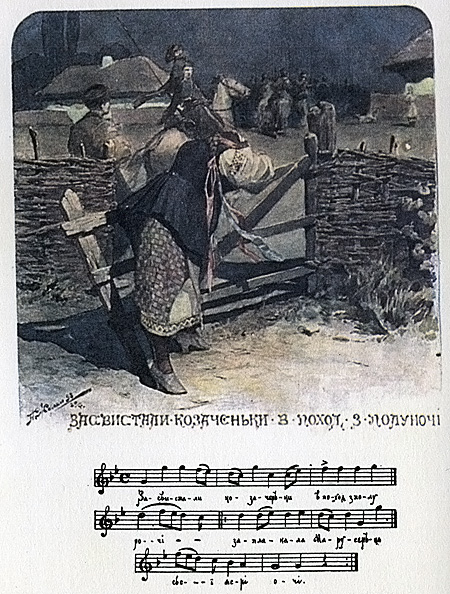
Засвистали козаченьки в поход з полуночі
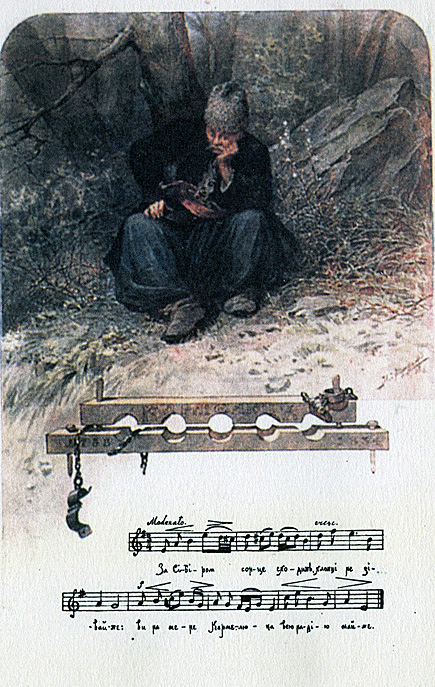
border
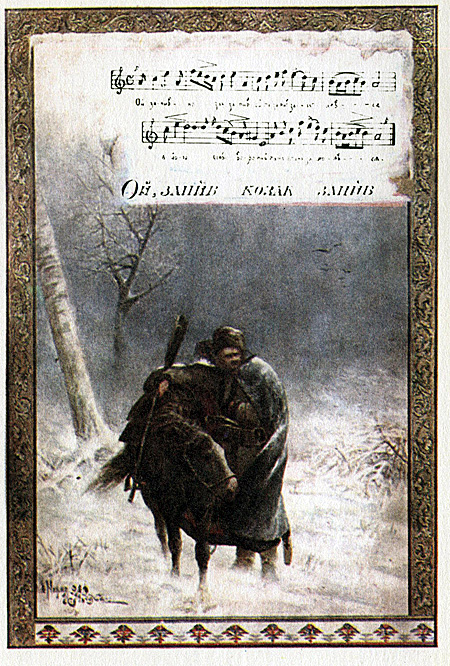
Ой, запив козак, запив
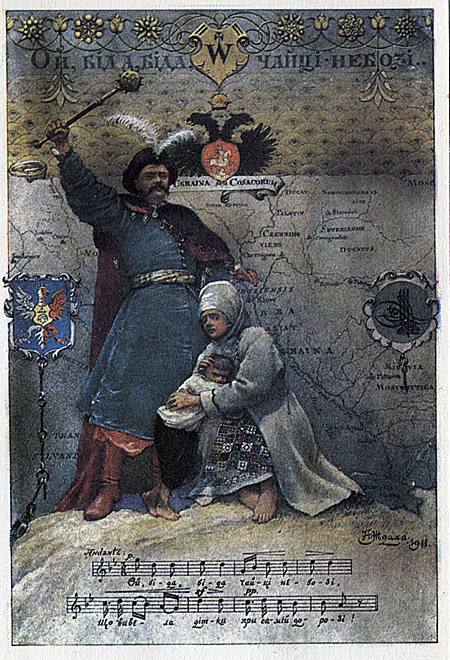
ОЙ, біда, біда чайці-небозі
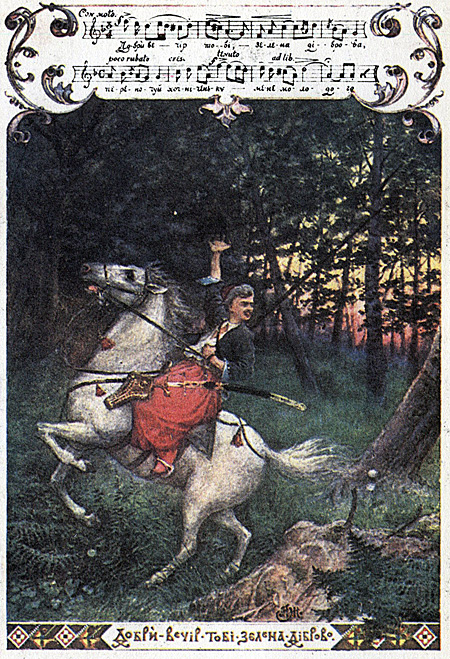
Добрий вечір тобі, зелена діброво
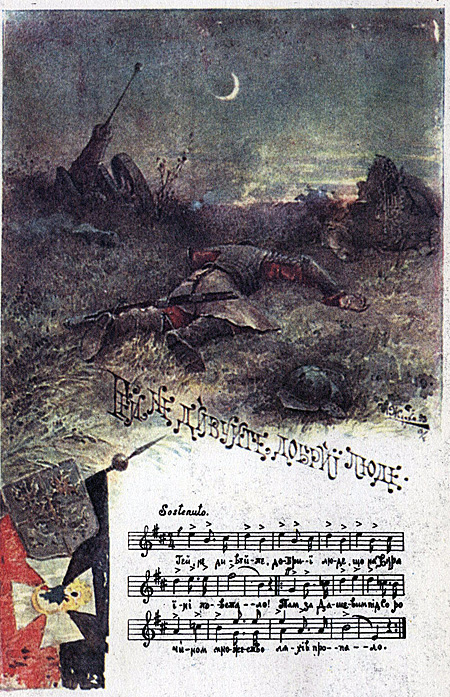
Гей, не дивуйте, добрії люди
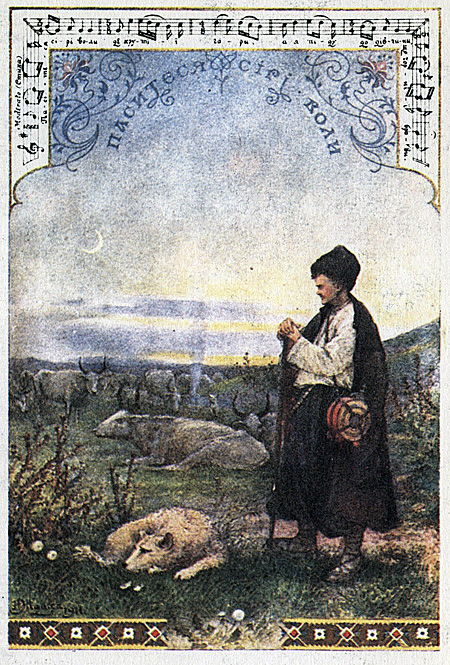
Пасітеся, сірі воли
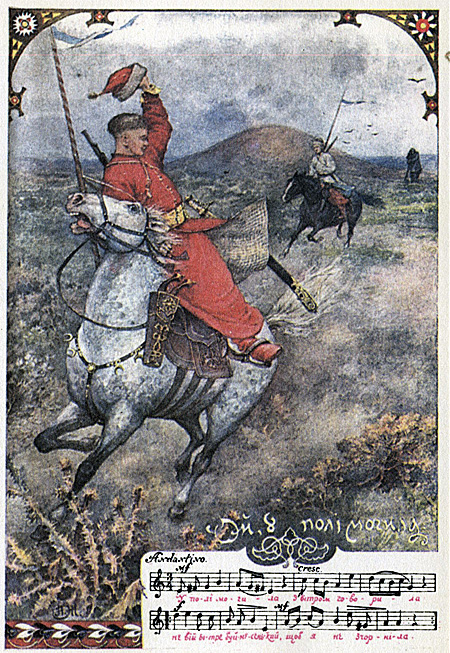
Ой, у полі могила
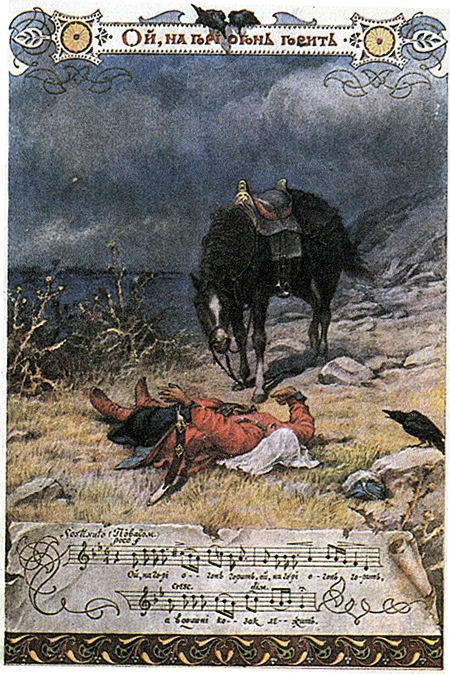
Ой, на горі вогонь горить
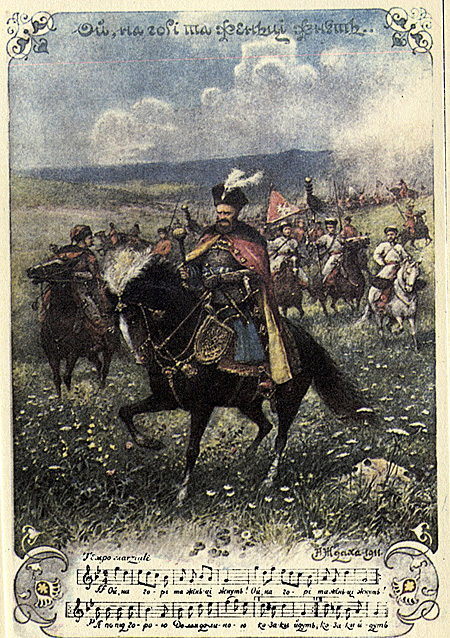
Ой на горі та й женці жнуть
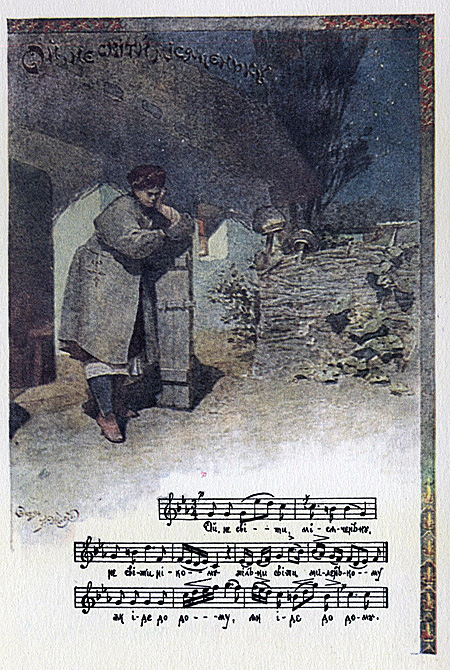
Ой, не світи, місяченьку
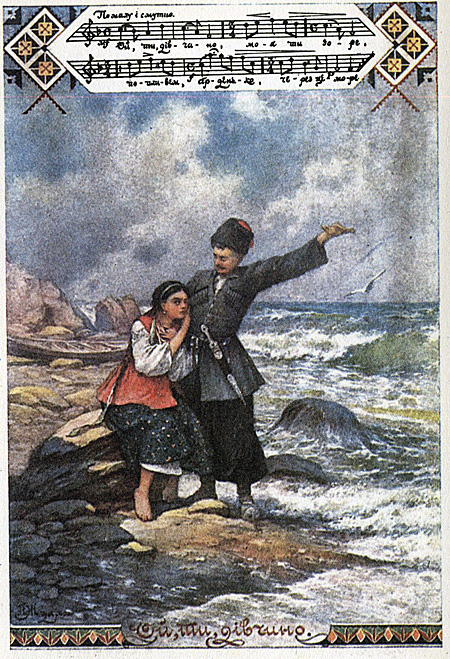
Ой, ти дівчино, моя ти зоре
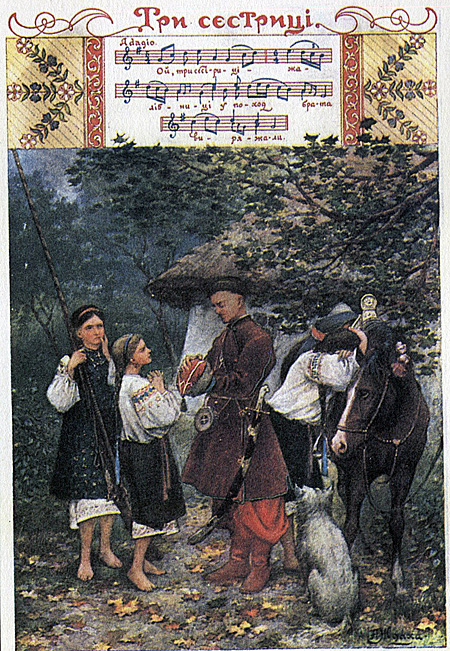
Ой, три сестриці-жалібниці
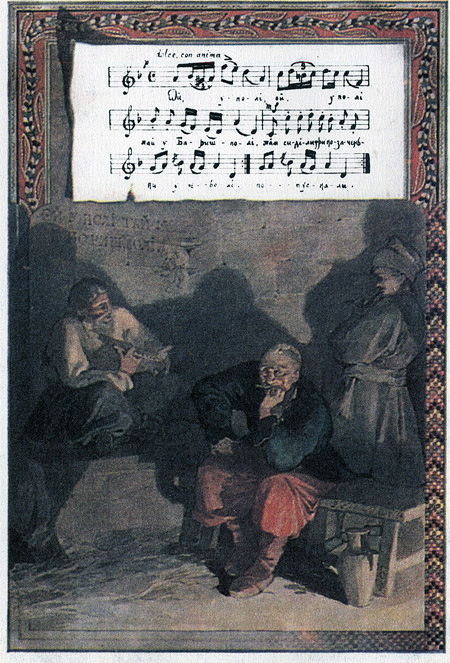
Ой, у полі, тай у Баришполі
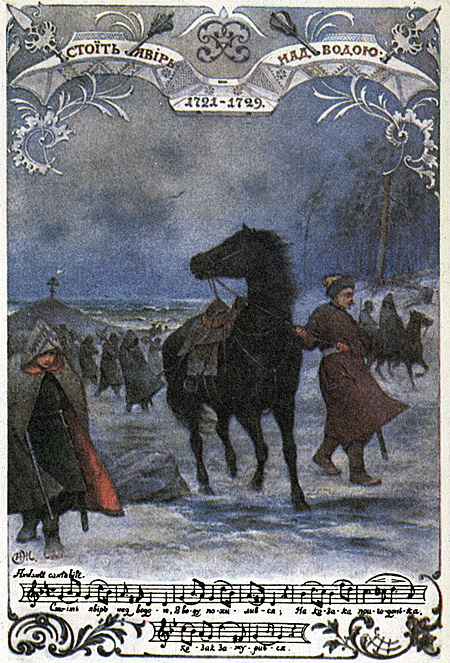
Стоїть явір над водою
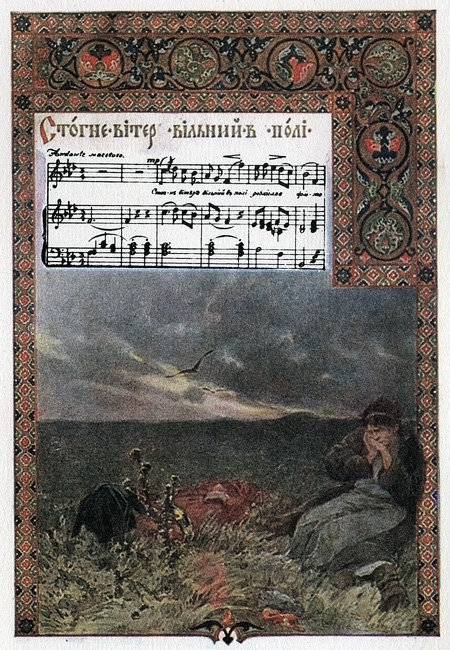
Стогне вітер вільний в полі
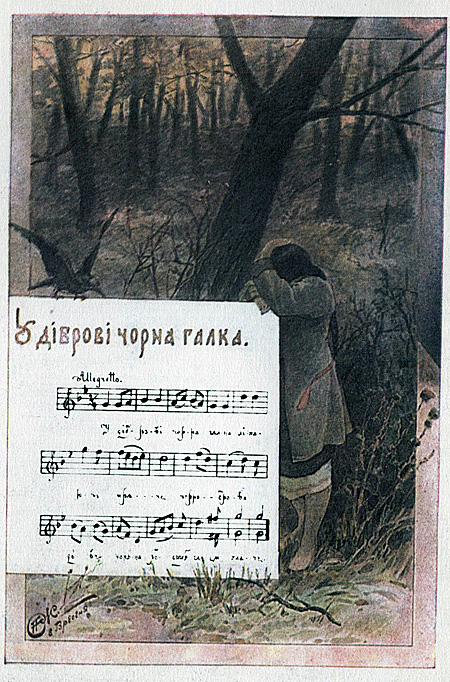
У діброві чорна галка
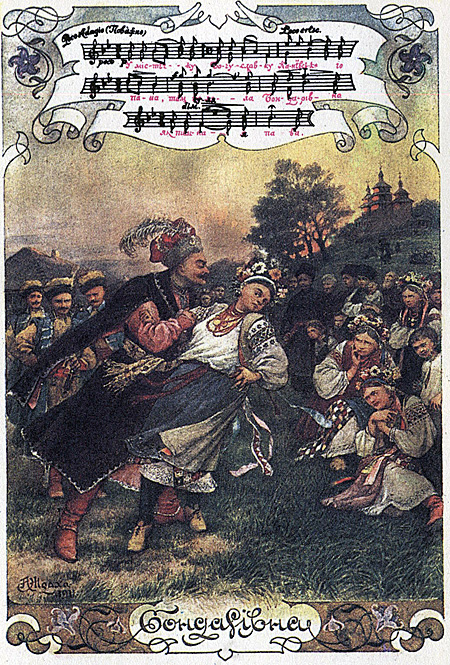
У містечку Богуславку

Поштові картки з ілюстраціями до роману Пантелеймона Куліша «Чорна рада. Хроніка 1663 року». Видавець Яків Оренштайн, Коломия, 1911 рік

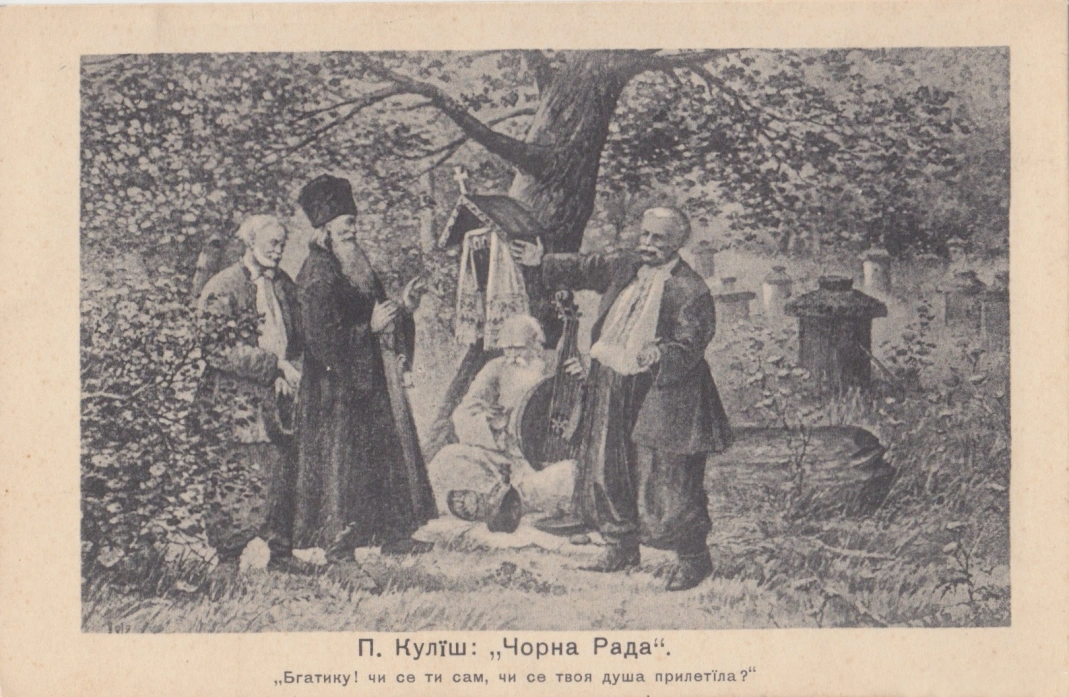
Бгатику! чи се ти сам, чи се твоя душа прилетїла?
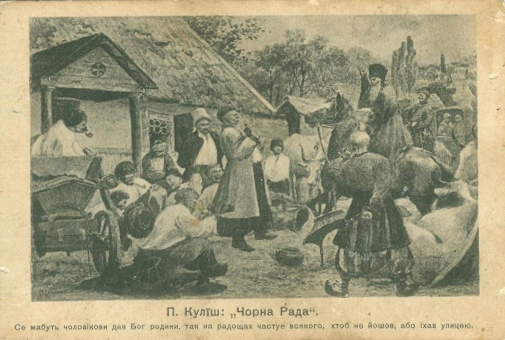
Се мабуть чоловікові дав Бог родини, так на радощах частує всякого, хтоб не йошов, або їхав улицею
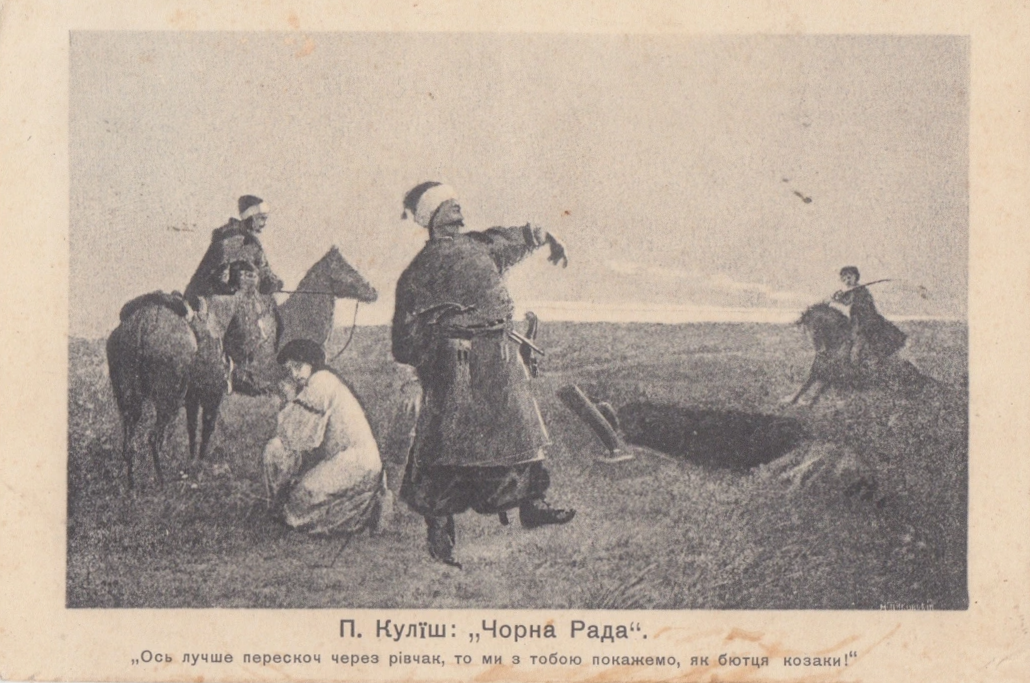
"Ось лучше перескоч через рівчак, то ми з тобою покажемо, як бютця козаки!"
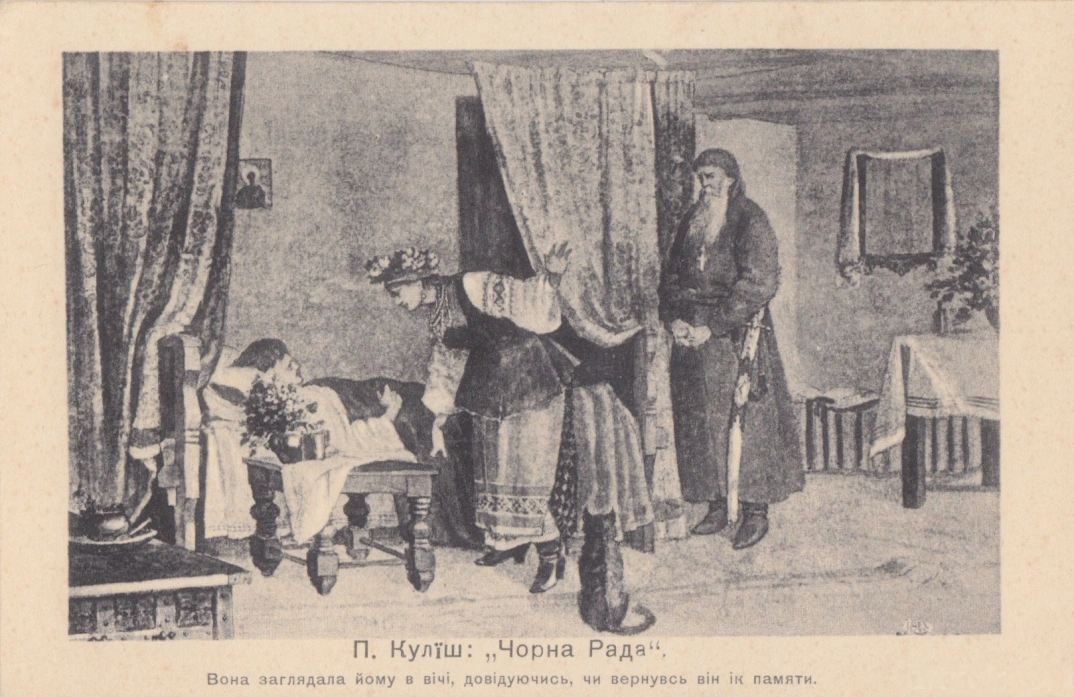
Вона заглядала йому в вічі, довідуючись, чи повернувся він ік памяти
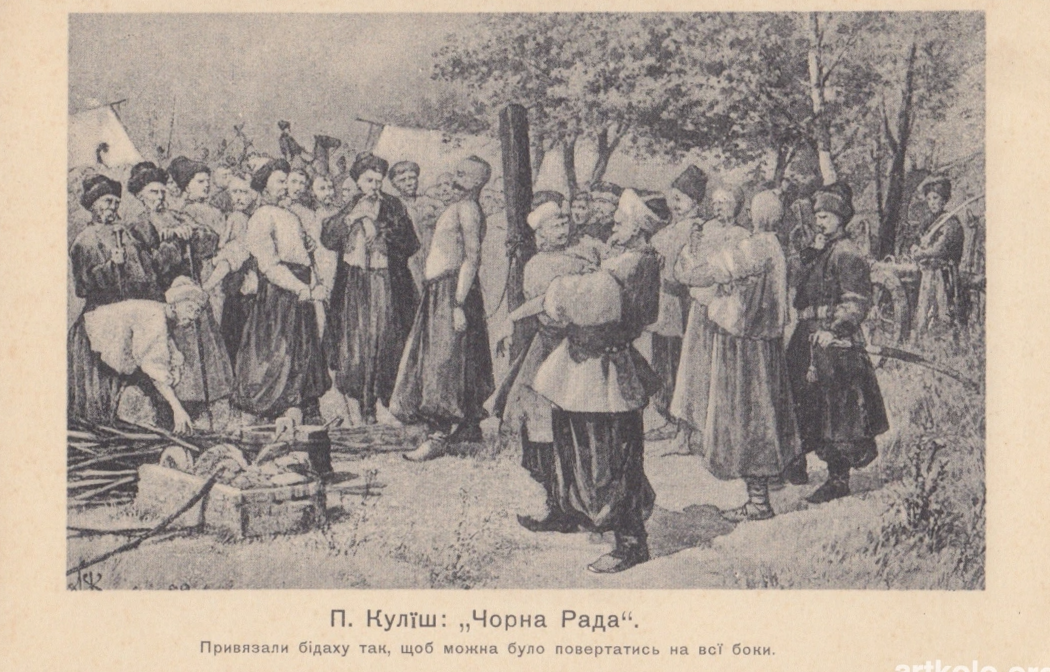
Привязали бідаху так, щоб можна було повертатись на всї боки
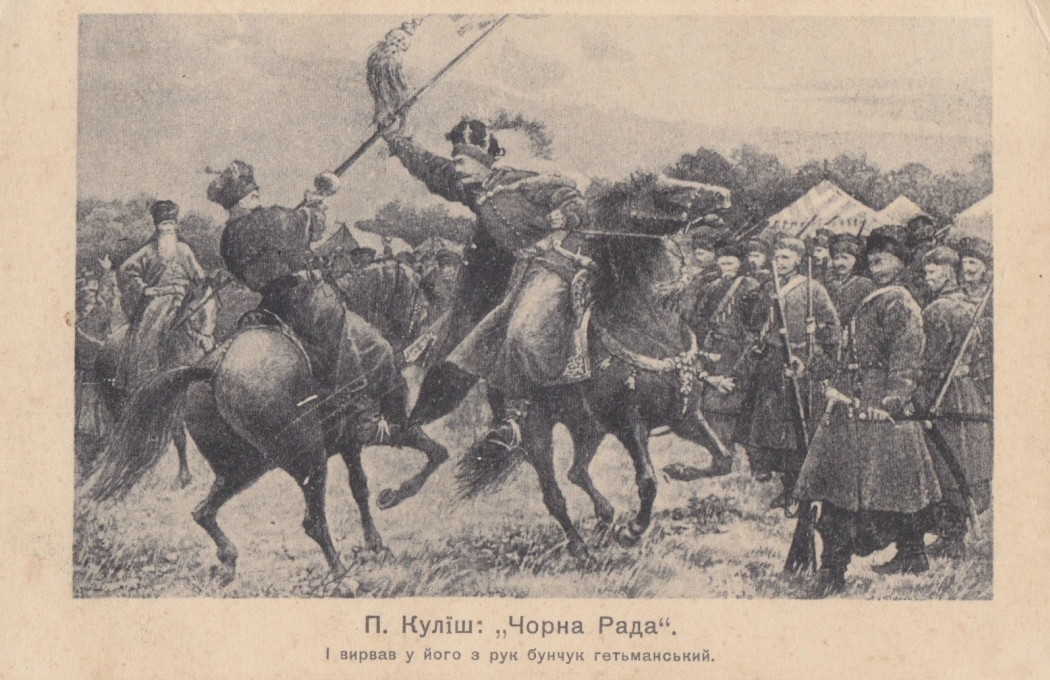
І вирвав й його з рук бунчук гетьманський
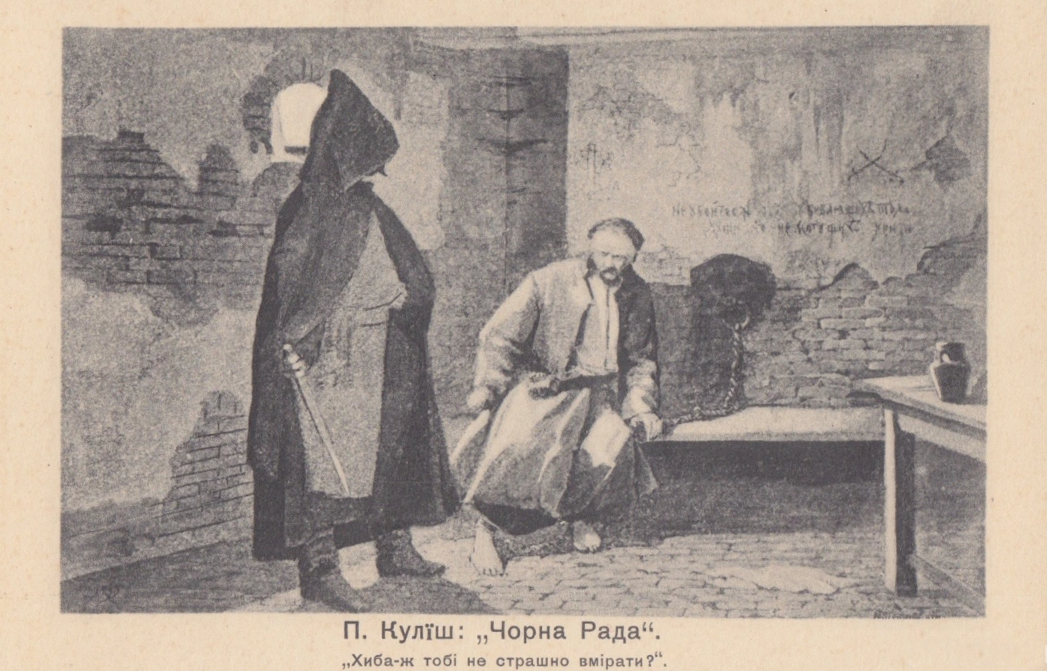
Хиба-ж тобі не страшно вмірати?

## Цікаві факти
У 2019 році у видавництві «Емма» вийшло подарункове видання «Кобзаря» з ілюстраціями митця. В оформленні книги було використано 490 малюнків художника. У 2019 році «Кобзар» на Всеукраїнському конкурсі отримав гран-прі «Найкраща книга України».

## Вшанування
1993 року у Львові на пошану Амвросія Ждахи названо одну з вулиць в місцевості Голоско.